# Дубянский, Фёдор Михайлович
Фёдор Михайлович Дубянский (5 февраля 1760, Санкт-Петербург — 4 августа 1796, Санкт-Петербург) — русский композитор и поэт.

## Биография

### Юношество и карьера
Был сыном Михаила Федоровича Дубянского, который являлся унтер-егермейстером Её Императорского Величества, и Натальи Федоровны Дубянской. Он был активным участником в возведении на престол Екатерины II. В семье Дубянских была одна девочка и четыре мальчика, одним из которых и был Фёдор.
Фёдор Дубянский был военным, дослужившимся до чина бригадира в 1786 году, затем служил советником и членом правления в Заёмном банке.
Он учился играть на скрипке, выступал в петербургских салонах.
Из произведений Дубянского известны «6 российских песен», которые были напечатаны анонимно в «Kарманной книжке для любителей музыки» на 1795 год И. Д. Герстенберга. Песни Дубянского отличаются выразительной мелодичностью, простотой и ясностью музыкального рисунка сопровождения. Наибольшую известность из работ Федора Дубянского получила его песня «Голубок» на стихи И. И. Дмитриева. Также известны его фортепианные произведения. Он был одним из первых представителей сентиментализма в pycской вокальной лирике, воплотил элегические настроения поэзии И. И. Дмитриева, B. B. Kапниста, Ю. A. Hелединского-Mелецкого.

### Смерть
Фёдор Дубянский прожил всего 36 лет. Переправляясь через Неву в город из своего имения, он утонул 4 августа 1796 года. После смерти композитора Г. Р. Державин посвятил Дубянскому оду «Потопление».

### Наследие
Несколько песен Дубянского перепечатано c некоторыми фактурными изменениями в «Песеннике» Герстенберга и Ф. A. Дитмара (1797—98), другие встречаются в рукописных сборниках начала XIX века.